# Dasyhelea flavifrons
Dasyhelea flavifrons är en tvåvingeart som först beskrevs av Guerin-meneville 1833.  Dasyhelea flavifrons ingår i släktet Dasyhelea och familjen svidknott.
Artens utbredningsområde är Frankrike. Inga underarter finns listade i Catalogue of Life.